# Batalla de Turnhout (1597)
En la batalla de Turnhout ocurrida en 1597 durante la Guerra de los Ochenta Años las fuerzas holandesas bajo el mando de Mauricio de Nassau derrotaron a la españolas del conde de Varas.

## Contexto
Desde 1568, las Provincias Unidas de los Países Bajos luchaban contra España en la denominada Guerra de los Ochenta Años, para conseguir independizarse de la Corona española.
En 1597, Felipe II de España había logrado una monarquía en unión dinástica aeque principaliter incluyendo a Portugal; en la que el archiduque Alberto de Austria era gobernador de los Países Bajos. Por el contrario, Mauricio de Nassau era estatúder de los Países Bajos.

## Preparativos
La ciudad de Turnhout, en Brabante, no estaba amurallada, a pesar de su importancia estratégica en el límite de las provincias del norte de los Países Bajos y las del sur. Jean de Rie de Varas, general de la Artillería en el Ejército de Flandes al servicio de la Corona española, guardaba la ciudad. La fuerza bajo su mando estaba compuesta por 4 unidades de infantería, el tercio de italianos Trevico, los regimientos de Valones La Barlette y Hachicourt, y el regimiento alemán Sulz, además de 7 cornetas de caballería, que incluían 3 de jinetes españoles (lanceros ligeros) y 4 de arcabuceros a caballo alemanes. En total una fuerza de aproximadamente 4.000 infantes y 300 de a caballo, que tenían por misión evitar el cobro de contribuciones de guerra por parte de las tropas rebeldes en Brabante.
El 22 de enero Mauricio de Nassau reunió en Geertruidenberg (40 km al norte de Turnhout) un ejército de 6.800 hombres, formado por 50 compañías de infantería y 16 cornetas de caballería; entre estos, además de holandeses llegados de las guarniciones de Breda, Bergen op Zoom, Nimega y Zutphen, se incluían tropas inglesas enviadas en apoyo de los protestantes por Isabel I de Inglaterra, y mercenarios escoceses.

## La batalla
Durante todo el día 23 de enero, el ejército de Mauricio marchó desde Geertruidenberg hasta Ravels, donde acampó a muy poca distancia de Turnhout. A la mañana siguiente fue sorprendido por la inesperada retirada de Varas, que habiendo abandonado Turnhout de noche, retrocedía hacia la ciudad fortificada de Herentals, al sur. Esta retirada se debía a las noticias exageradas que Varas había recibido sobre la fuerza enemiga.
Mauricio, viendo la retirada de Varas, ordenó a sus tropas seguir al ejército español hasta darle alcance. La caballería neerlandesa, acomapañada de 300 mosqueteros ingleses montados a la grupa, más rápida que la infantería, alcanzó la retaguardia española en Tielen, a media legua de Turnhout. Mientras Francis Vere y Marcellus Bax atacaban la retaguardia, el conde Hohenlohe rodeó y atacó la vanguardia española.
Varas ordenó a su caballería proteger la retirada con una carga, que fue fácilmente rechazada, los coraceros holandeses se mostraron claramente superiores a la caballería española, demasiado ligera.
La infantería, acosada por los mosqueteros ingleses mientras avanzaba en columna de marcha, y viendo la huida de su propia caballería, perdió el ánimo. Los regimientos valones trataron de formar una línea con el flanco protegido por un bosquecillo, pero como vieran a lo lejos aparecer a la infantería neerlandesa en apoyo de su caballería, su moral se quebró y se dispersaron tratando de cruzar a nado el Aade para llegar Herentals. El regimiento alemán directamente se rindió en masa al ver aproximarse a la caballería enemiga, y solo le tercio italiano del marqués de Trevico se desplegó en formación de combate para oponer resistencia. Los coraceros holandeses atacaron precedidos por una descarga cerrada de sus pistolas, matando a Varas, que luchaba en la primera línea con los italianos, que se desmoralizaron y, tras ina breve resistencia, se dispersaron.
Después de la victoria, Mauricio renunció a perseguir a las tropas españolas, volviendo a Turnhout que quedó así en manos holandesas. Sin embargo, en pocos días tuvo que abandonar la ciudad ante los refuerzos españoles, el archiduque Alberto de Austria había sacado de sus cuarteles de invierno al tercio español de Velasco y a varias unidades de caballería, que unidos a los supervivientes de la batalla avanzaban contra él. Mauricio, siempre prudente, se contentó con lo hecho y se retiró a Holanda sin presentar batalla.
Siguiendo las costumbres militares de la época, Mauricio de Nassau, tras devolver el cuerpo de Varas, decretó la ejecución de los 500 prisioneros tomados en la batalla si en el plazo de 20 días no fuera satisfecho el pago de un rescate; el archiduque Alberto de Austria recaudó el dinero del rescate entre los habitantes de Brabante, evitando así la muerte de sus soldados.

## Consecuencias
La batalla tuvo una gran resonancia en la época por dos razones. Por un lado, demostró la superioridad de la nueva caballería, los coraceros, experimentada por Enrique IV de Francia desde la batalla de Ivry. Los coraceros, como sus antecedentes los reitres, vestían media armadura y estaban armados con pistola y espada, pero ya no empleaban la caracola como táctica, en su lugar cargaban contra el enemigo en densas formaciones (de 8 en fondo) disparando sus pistolas solo en el momento del contacto. Esta táctica, que ya había derrotado a los gendarmes (lanceros con armadura completa) franceses en Ivry, demostró que también era efectiva contra la caballería ligera española.
Por otro lado, los coraceros holandeses, con el apoyo de unos cientos de mosqueteros, habían dispersado un escuadrón de picas enemigo (el del tercio Trevico, el único que formó en defensa) sin ayuda de la infantería pesada propia.
Estas lecciones sobre el valor de los coraceros fueron rápidamente aprendidas y la mayoría de los ejércitos abandonó el empleo de lanceros por esa época. Los españoles, tras la derrota de Nieuwpoort finalmente también sacaron sus conclusiones y en 1603 las unidades de lanceros fueron definitivamente licenciadas en el ejército español.
Mauricio inició una ofensiva en el norte ocupando rápidamente a partir del 20 de agosto de 1597 Rheinberg, Moers, Groenlo, Bredevoort,  Enschede, Ootmarsum, Oldenzaal y Lingen. Sólo deteniéndose con la contraofensiva española de 1598-1599 dirigida por Francisco López de Mendoza y Mendoza, que tomó Rheimberg y Moers de nuevo.